# NGC 4547
NGC 4547 ist eine elliptische Galaxie vom Hubble-Typ E-S0 im Sternbild Großer Bär. Sie ist schätzungsweise 578 Millionen Lichtjahre von der Milchstraße entfernt.
Das Objekt wurde am 17. April 1789 von dem deutsch-britischen Astronomen Wilhelm Herschel entdeckt.